# 布洛涅伯國
布洛涅伯國（法語：Comté de Boulogne）是法蘭西王國境內的一個封建伯國，首府為布洛涅。

布洛涅伯爵徽章

布洛涅原本由佛蘭德家族的一個分支統治。伯爵尤斯塔斯二世（1049—1087年在位）曾伴隨威廉一世征服英格蘭，其長子尤斯塔斯三世在他死後繼承布洛涅，另兩個兒子戈弗雷、鮑德溫則參加了第一次十字軍東征並登上耶路撒冷王位。尤斯塔斯三世的女兒瑪蒂爾德一世與英格蘭國王史蒂芬結婚而成為英格蘭王后，瑪蒂爾德一世之後連續數代皆由女性繼承。十三世紀起布洛涅與奧弗涅成為共主邦聯，直到1501年絕嗣，布洛涅成為法國王室領地。